# Hendrik Lap

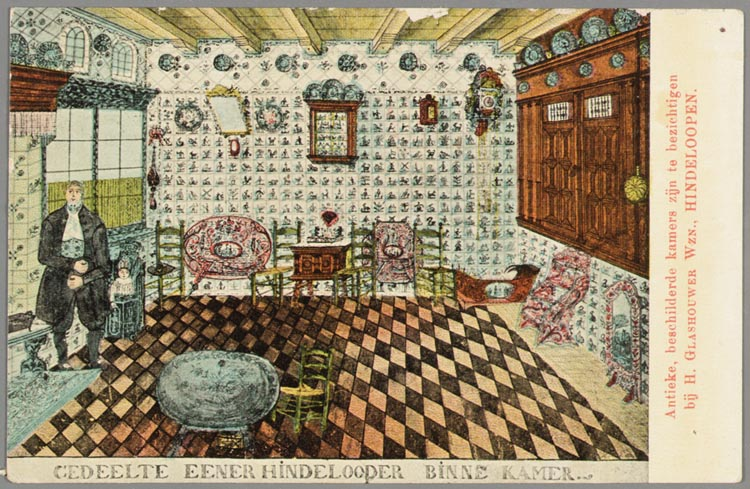
Hindelooper interieur door Hendrik Lap, met o.a. tegen de muur een flap-aan-de-wand tafel.

Hendrik Lap (Hindeloopen, 17 mei 1824 - Hindeloopen, 22 februari 1874) is een Nederlands kunstschilder. Hij was autodidact en is bekend geworden door zijn werken met klederdrachten en interieurs uit Hindeloopen.

## Biografie
Lap was een natuurlijke zoon van de dienstmeid Doed Wiggerts Lap. Lap verloor zijn moeder in 1836 toen hij 12 jaar was. Daarna woonde hij bij pleegouders met een bewaarschool, waardoor hij lezen en schrijven kan leren. Hij ging in de leer bij schoenmaker Jan Alderts Engels en zijn zuster die ook Doed heette. Naast het werk in deze zaak poetste hij schoenen als er een boot uit Amsterdam in Hindeloopen aankwam. Ook schreef hij brieven voor mensen die dat zelf niet konden.
In 1862 en 1869 werd hij in de registers nog steeds vermeld als "zonder beroep". Hij woonde in bij een ongetrouwde vrouw, en later bij een weduwe.

## Werk

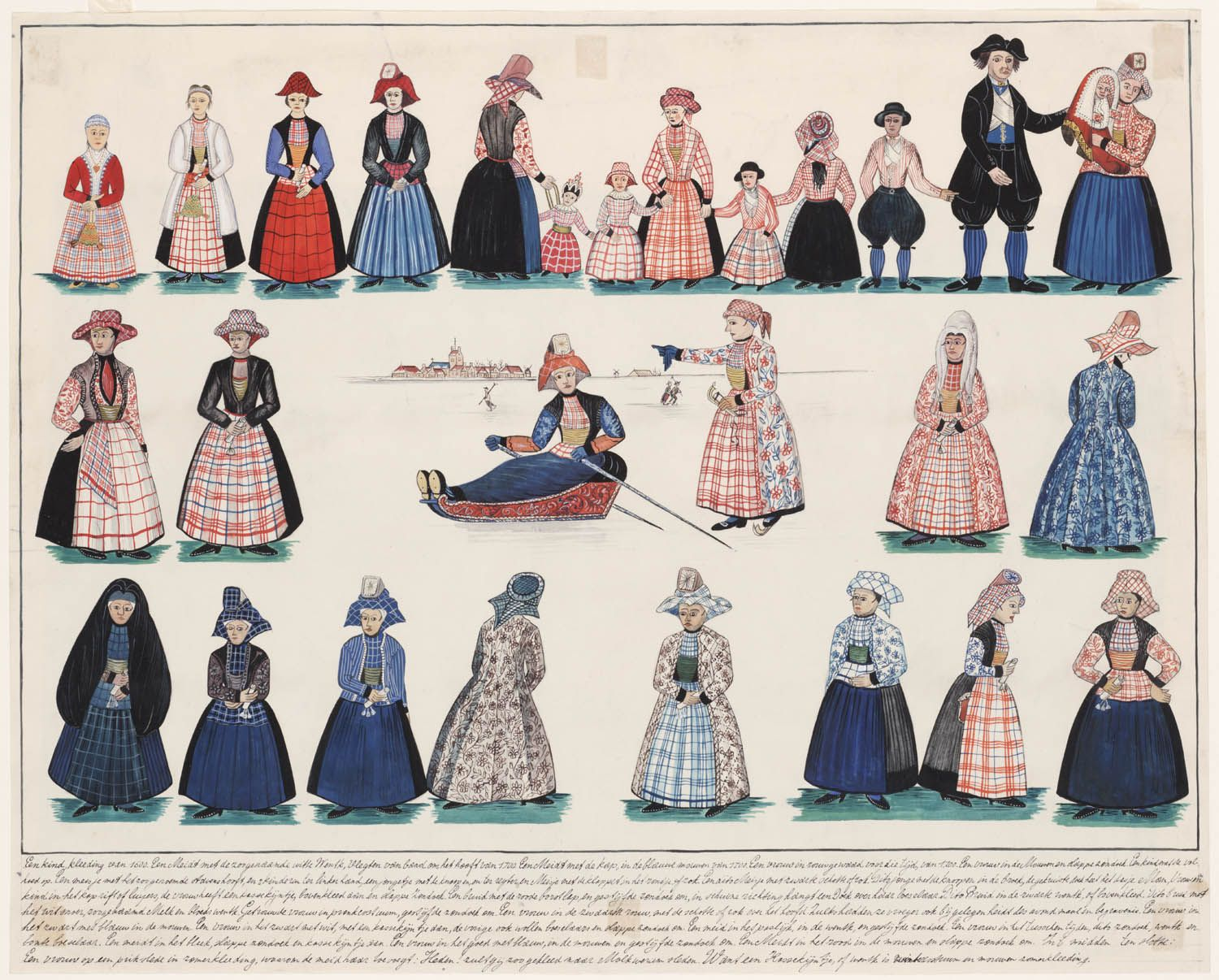
Hindelooper streekdracht

De tekeningen van Lap zijn gekleurd met waterverf en dekverf (gouache). Hij maakte ze toen de Hindelooper klederdracht nog maar nauwelijks gedragen werd op basis van getuigenis van oude vrouwen, en vergelijking met verouderde kleedingstukken die nog hier en daar zyn overgebleven.
Ook waren de traditionele Hindelooper interieurs met het Hindelooper schilderwerk die hij tekende toen al niet meer volledig in stand. Bij de tekeningen schreef Lap beschrijvende teksten, zowel in het Hindeloopers als in het Nederlands.
Waarschijnlijk was Lap autodidact. Op zeker moment kreeg hij waarschijnlijk aanwijzingen van schilders Pieter Willem Sebes en Christoffel Bisschop. In zijn latere werk is het perspectief en zijn de verhoudingen verbeterd.
Lap maakte zijn tekeningen rond 1850. Hij probeerde de prenten via boekhandelaar W. Eekhoff uit Leeuwarden, die geïnteresseerd was in Friese oudheden, te verkopen. Eekhof was met de armoedige Lap in contact gekomen toen hij een bezoek bracht aan Hindeloopen. Ook Hindeloopers O. Roosjen en N.D. Kroese en Kroese kochten een serie werk van Lap.
Vijf van zijn interieurtekeningen werden in 1877 geëxposeerd op de Historische Tentoonstelling van Friesland in het koninklijk paleis te Leeuwarden. De Hindelooper stijlkamers die op deze tentoonstelling te zien waren werden ook ingericht aan de hand van zijn tekeningen.

## Publicaties
Nicolaas Huppes (1913-2001) die schilder maar ook hoofdrestaurator van het Rijksmuseum in Amsterdam was, kreeg in 1949 opdracht van het Nederlands Openluchtmuseum om diverse werken van Lap te kopieren. Hij verbeterde de tekeningen waardoor zij veel minder primitief lijken.
In 1979 publiceerde het Fries Genootschap een boek over Lap met zijn illustraties, onder de titel Het Hindeloopen van Hendrik Lap. Auteurs waren naast Hendrik Lap, Gert Elzinga en Sytske I.E. Wille-Engelsma.
- Biografisch Portaal: 13720985
- International Standard Name Identifier: 0000 0003 9391 4073
- Nederlandse Thesaurus van Auteursnamen: 070165475
- RKD-Nederlands Instituut voor Kunstgeschiedenis: 110780
- Virtual International Authority File: 288289903
- WorldCat: E39PBJjd9KFmxkT9RRCfD8wt8C